# Срібні Ластівки
«Срібні Ластівки» (англ. Silver Swallows) — пілотажна група ВПС Ірландії.
Створена у 1986 році. Спочатку складалася з трьох навчально-тренувальних реактивних літаків Fouga CM.170 Magister, у 1987 році було додано четвертий.
Назва «Срібні Ластівки» була отримана у 1987, вона походить від сріблястого кольору літаків команди та їхнього V-подібного хвоста, який викликає асоціації з хвостом ластівки.
В той час команда входила до складу легкої ударної ескадрильї, що базувалася на аеродромі Кейсмент поблизу Дубліна. Участь у пілотажній групі була другорядною роботою у вільний від основних обов'язків в ескадрильї час. Окрім логотипу, літаки не мали якоїсь власної кольорової схеми.
Перший закордонний виступ відбувся на дні відкритих дверей Кодорських казарм ВПС Великої Британії 26 липня 1990 року, наступного разу команда виступила за кордоном лише в 1997, коли відвідала кілька авіашоу у Великій Британії та Бельгії на честь 75-річчя Ірландського повітряного корпусу.
На Royal International Air Tattoo на авіабазі Ферфорд в 1997 році команда отримала престижну нагороду Lockheed Martin Cannestra Trophy за найкращий виступ закордонного виконавця.
У 1998 році команда була розформована у зв'язку зі зняттям літаків Fouga Magister з експлуатації. Час від часу її відновлювали для участі в деяких особливих урочистостях, використовуючи турбогвинтові літаки Pilatus PC-9M. Зокрема, вони виступали на Royal International Air Tattoo та Newcastle Festival of Flight (Північна Ірландія) у 2011, 2012 та 2013 роках, а 27 березня 2016 року команда здійснила виступила під час параду на честь сторіччя Великоднього повстання, вперше використавши димогенератори з зелено-біло-помаранчевим димом.
До 100-річчя Ірландського авіаційного корпусу у 2022 році «Срібні Ластівки» було офіційно відновлено на чотирьох Pilatus PC-9M. Пілоти обираються з інструкторського складу школи льотної підготовки коледжу Повітряного корпусу і виступають у вільний від основної роботи час. Перший короткий виступ відновленої команди відбувся 10 липня 2022 року на Національний день пам'яті у Дубліні (команда виконала проліт на останніх нотах національного гімну Ірландії). Першим повним шоу став виступ Royal International Air Tattoo 2022 на авіабазі Ферфорд.
«Срібні ластівки» щороку відвідують кілька заходів, переважно в Ірландії, зокрема виступають на щорічному авіашоу Bray Air Display.